# آفتاب پاییزی
آفتاب پاییزی (ارمنی: Աշնան արև) یک فیلم است محصول سال ۱۹۷۷, به کارگردانی باگرات هوهانیسیان و هاکوب ایسکوداریان

## بازیگران
- آناهیت قوکاسیان
- کارن جانیبکیان
- آزات شرانتس
- نونا پتروسیان
- مایرانوش گریگوریان
- لئونارد سارکیسف